# Saint-Germain, Ardèche
För andra betydelser, se Saint-Germain.
Saint-Germain är en kommun i departementet Ardèche i regionen Auvergne-Rhône-Alpes i sydöstra Frankrike. Kommunen ligger  i kantonen Villeneuve-de-Berg som ligger i arrondissementet Largentière. År 2022 hade Saint-Germain 704 invånare.

## Befolkningsutveckling
Antalet invånare i kommunen Saint-Germain
Referens: INSEE